# 르노 스포츠 R.S 01
르노 스포츠 R.S 01(영어: Renault Sport R.S. 01)은 르노의 퍼포먼스 사업부 르노 스포츠에서 르노 드지르를 기반으로 제작된 레이스카이다.

## 세부정보
2014년 모스크바 국제 자동차 살롱에서 공개되었다.

## 비디오 게임에서의 등장
- 아스팔트 8: 에어본